# Nele Kiper

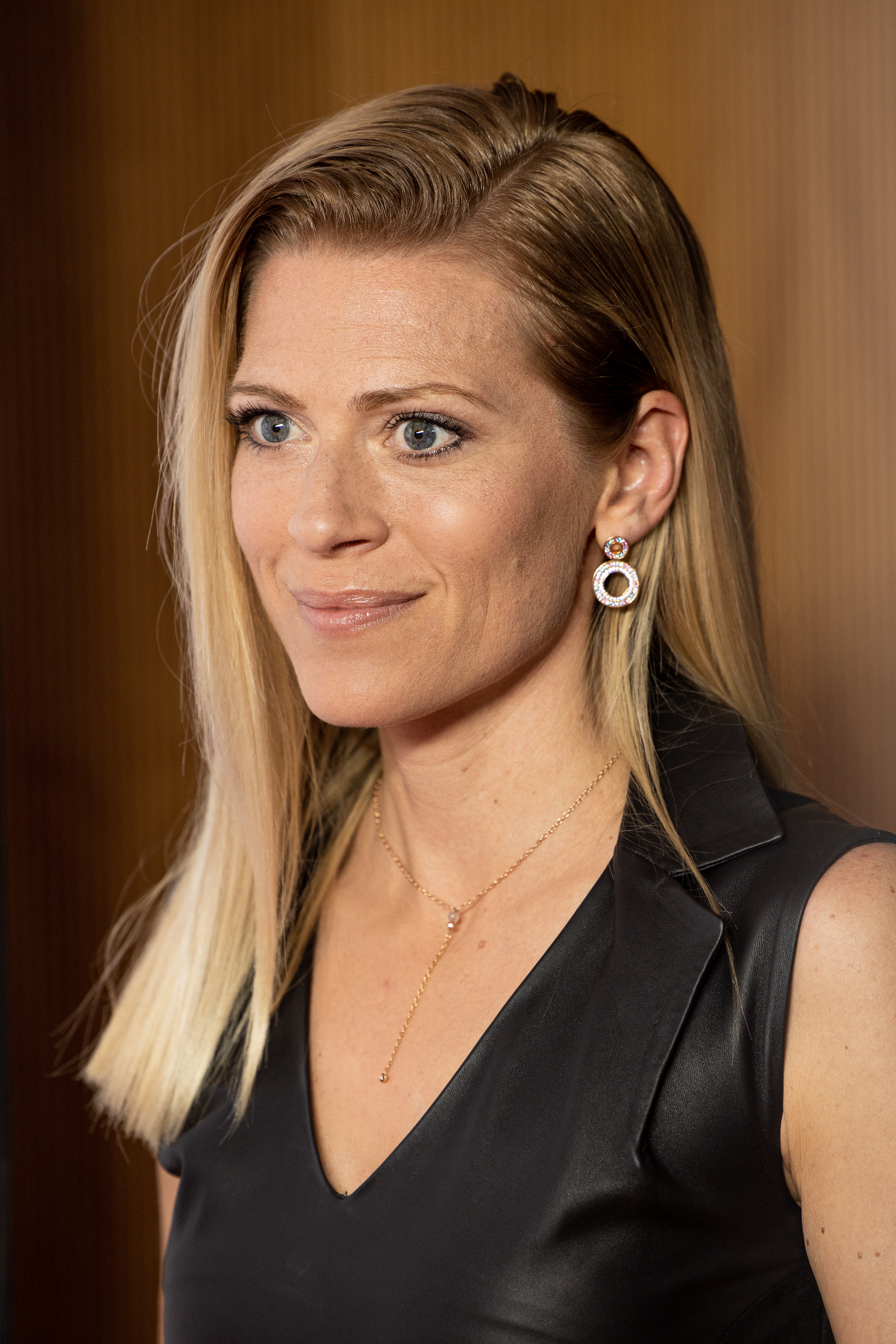
Nele Kiper (2020)

Nele Kiper (* 29. Mai 1983 in Hannover) ist eine deutsche Schauspielerin.

## Leben und Wirken
Nele Kiper ist die Urenkelin des Schauspielers und Operettensängers Herbert Kiper. Die Tochter des Politikers Manuel Kiper und der Lehrerin Angelika Kiper ist in Hannover aufgewachsen und stand dort schon früh mit Kinder- und Jugendtheatergruppen auf der Bühne. Im Alter von 18 Jahren machte Nele Kiper ihr Abitur an der Schillerschule (Hannover). Ein Jahr später zog sie nach Dortmund und studierte Linguistik und Komparatistik an der Ruhr-Universität Bochum. Ihre Schauspielkarriere begann am Theater Narrenschiff in Unna, wo sie von 2003 bis 2006 festes Ensemble-Mitglied war. Sie spielte während dieser Zeit auch an anderen Bühnen im Ruhrgebiet, so zum Beispiel im Theater Freudenhaus in Essen und im Kindertheater Pappmobil in Herne.
Erste Erfahrungen beim Film sammelte sie als Catering-Hilfe bei einem Studentenfilm („für gutes Betragen“), daraufhin folgten einige Jobs hinter der Kamera als Setrunner und Set-AL-Assistentin, sowie vielfältige Kurzfilmprojekte, bis sie schließlich 2006 in ihrer ersten Hauptrolle selbst vor der Kamera stand in der RTL-Sketch-Comedy Geile Zeit, die 2008 für den International Emmy Award nominiert war. Es folgten Auftritte in Komödien und Comedy-Formaten; so war sie beispielsweise an der Seite von Wanja Mues in der Sat.1-Komödie Griechische Küsse zu sehen und spielte die weibliche Hauptrolle im Sketch-Ensemble der ProSieben-Comedy-Show Granaten wie wir. Ihr Kinodebüt gab sie 2012 als Freundin von Elyas M’Barek in Offroad mit Nora Tschirner. Auch in Matthias Schweighöfers Schlussmacher war Kiper im Kino zu sehen, des Weiteren mit Axel Stein, Moritz Bleibtreu und Anna Maria Mühe in Nicht mein Tag, sowie neben Henning Baum in Der letzte Bulle.
Von 2016 bis 2019 spielte sie die durchgehende Hauptrolle ‚Flo Kramer‘ in der ARD-Degeto-Reihe Hotel Heidelberg, als Schwester von Annette Frier und Tochter von Hannelore Hoger. Auch in diversen Krimis wirkte sie mit (Tatort Köln, SOKO Leipzig, Wilsberg, Friesland u. v. m.) sowie unterschiedlichsten TV-Movies (Das Traumschiff – Kolumbien, Inga Lindström – Das Postboot in den Schären, Dennstein & Schwarz – Rufmord, Kommissar Dupin – Bretonischer Stolz u. v. m.). Seit 2017 spielt Nele Kiper die Kommissarin ‚Lola Karras‘ an der Seite von Armin Rohde in der ZDF-Krimi-Reihe Der gute Bulle unter der Regie von Lars Becker. In der Anwalts- und Familienserie Kanzlei Berger ist sie seit Februar 2021 in einer Hauptrolle als Anwältin ‚Niki Berger‘ zu sehen. In der Aktenzeichen XY-Folge "Vorsicht Betrug", die Ende Mai 2025 ausgestrahlt wurde, spielt Kiper in einer Nebenrolle eine IT-Expertin.
Für das SOS-Kinderdorf in Düsseldorf und Essen hat Nele Kiper eine Patenschaft übernommen.
Kiper ist mit dem Regisseur Peter Thorwarth verheiratet. Sie haben sich 2004 während der Dreharbeiten zu Thorwarths Filmkomödie Goldene Zeiten, in der Kiper als Komparsin mitwirkte, kennengelernt, und sind seit 2007 liiert. Das Paar hat zwei gemeinsame Söhne (* 2014 u. * 2022) und lebt in Köln und München.

## Filmografie (Auswahl)
- 2007–2008: Geile Zeit (Fernsehserie, 11 Folgen)
- 2008: Griechische Küsse (Fernsehfilm)
- 2009–2010: Granaten wie wir (Fernsehserie, 9 Folgen)
- 2012: Offroad
- 2012: Plötzlich 70! (Fernsehfilm)
- 2012: Der letzte Bulle (Fernsehserie, Folge Hühnerabend)
- 2012: Idiotentest (Fernsehfilm)
- 2012: Fliegen lernen (Fernsehfilm)
- 2013: Schlussmacher
- 2013, 2022: Der Staatsanwalt (Fernsehserie, Folgen Bis aufs Blut, Herzversagen)
- 2013: SOKO Wismar (Fernsehserie, Folge Tod auf See)
- 2013: Wilsberg: Treuetest (Fernsehreihe)
- 2013: Rosamunde Pilcher: Die versprochene Braut (Fernsehreihe)
- 2014: Nicht mein Tag
- 2014: Einmal Frühling und zurück (Fernsehreihe)
- 2014: Diese Kaminskis – Wir legen Sie tiefer! (Fernsehserie, Folge Schlechtes Karma)
- 2015: Alarm für Cobra 11 – Die Autobahnpolizei (Fernsehserie, Folge Tag der Abrechnung)
- 2015: Vertraue mir (Fernsehfilm)
- 2015: Club der roten Bänder (Fernsehserie, 2 Folgen)
- 2016: Das beste Stück vom Braten (Fernsehfilm)
- 2016: Rosamunde Pilcher: Ein Doktor & drei Frauen
- 2016: Das Traumschiff: Palau (Fernsehreihe)
- 2016: In aller Freundschaft Folge 734: Fehler muss man machen
- seit 2016: Hotel Heidelberg (Fernsehreihe) → siehe Besetzung
- 2017: Kommissar Dupin: Bretonischer Stolz (Fernsehreihe)
- seit 2017: Der gute Bulle (Fernsehreihe)
  - 2017: Der gute Bulle
  - 2019: Friss oder stirb
  - 2020: Nur Tote reden nicht
  - 2024: Heaven can wait
- 2017: Inga Lindström: Das Postboot in den Schären (Fernsehreihe)
- 2017: Heldt (Fernsehserie, Folge Das Dings mit dem Dingens)
- 2017: Hochzeit in Rom (Fernsehfilm)
- 2018: Friesland: Schmutzige Deals (Fernsehreihe)
- 2018: Tatort: Bombengeschäft (Fernsehreihe)
- 2018: SOKO Köln (Fernsehserie, Folge Tödliche Tattoos)
- 2019: Die Füchsin: Schön und tot (Fernsehreihe)
- 2019: Der letzte Bulle
- 2020: Das Traumschiff: Kolumbien
- 2020: SOKO Leipzig (Fernsehserie, Folge Im Auge des Gesetzes)
- 2020: Dennstein & Schwarz – Rufmord (Fernsehreihe)
- 2020: SOKO Stuttgart (Fernsehserie, Folge Abstiegskampf)
- 2021: Kanzlei Berger (Fernsehserie, 12 Folgen)
- 2021: Catweazle
- 2022–2023: Doppelhaushälfte (Fernsehserie, 2 Folgen)
- 2022: Die Kanzlei (Fernsehserie, Folge: Herzversagen)
- 2023: Blood & Gold
- 2023: Mit Harpunen schießt man nicht (Fernsehfilm)
- 2024: Die Schule der magischen Tiere 3
- 2024: Marie fängt Feuer – Herz über Kopf (Fernsehreihe)
- 2024: Erzgebirgskrimi – Die letzte Note (Fernsehreihe)